# Biovičino Selo
Biovičino Selo (in italiano Biocinosello o Biovicinosello, desueto) è una frazione del comune croato di Chistagne.